# Francesco Gaetano Incontri

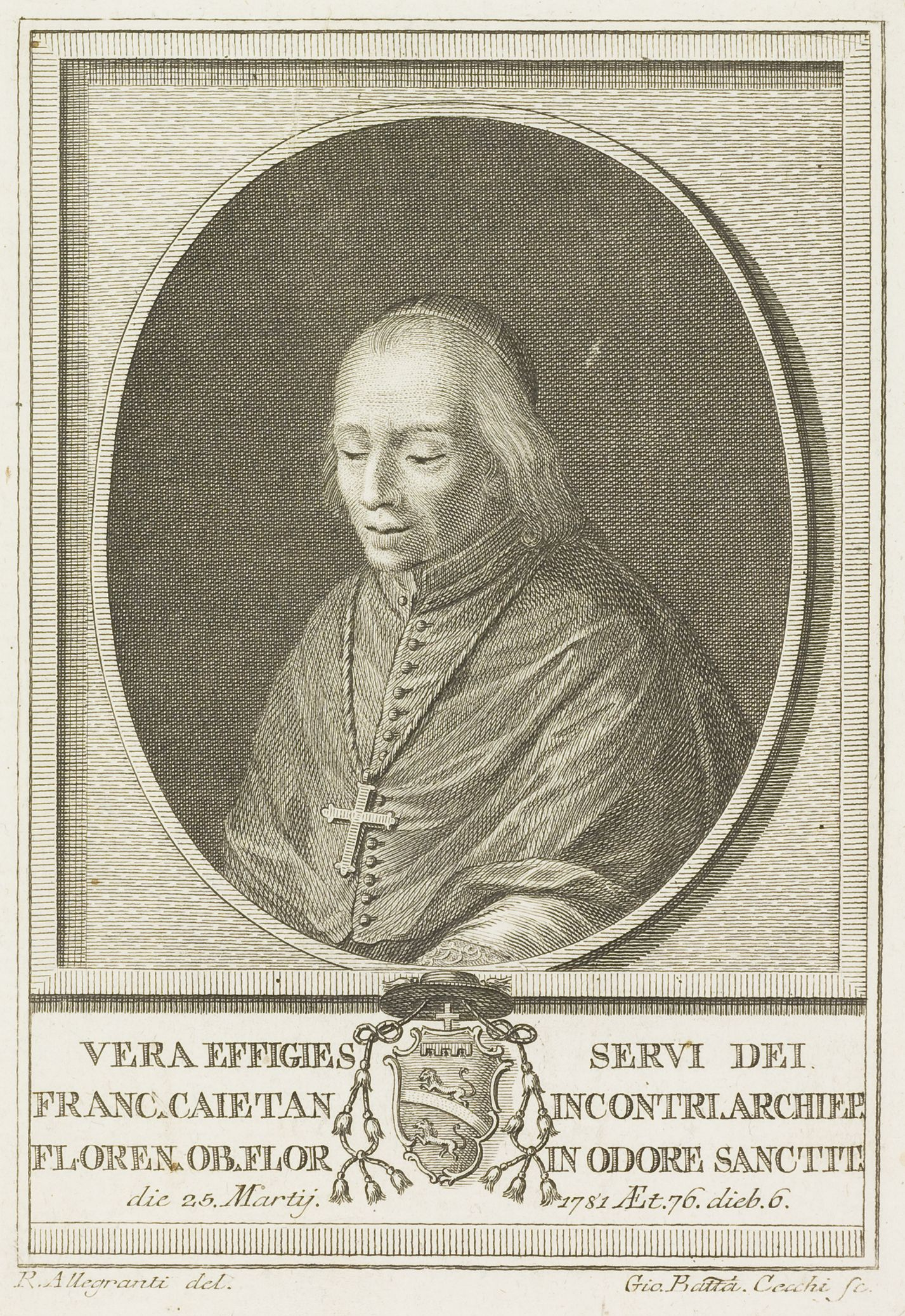
Francesco Gaetano Incontri

Francesco Gaetano Incontri (* 19. März 1704 in Volterra; † 25. März 1781 in Florenz) war ein römisch-katholischer Theologe des 18. Jahrhunderts. Er war von 1741 bis zu seinem Tod Erzbischof von Florenz.

## Leben

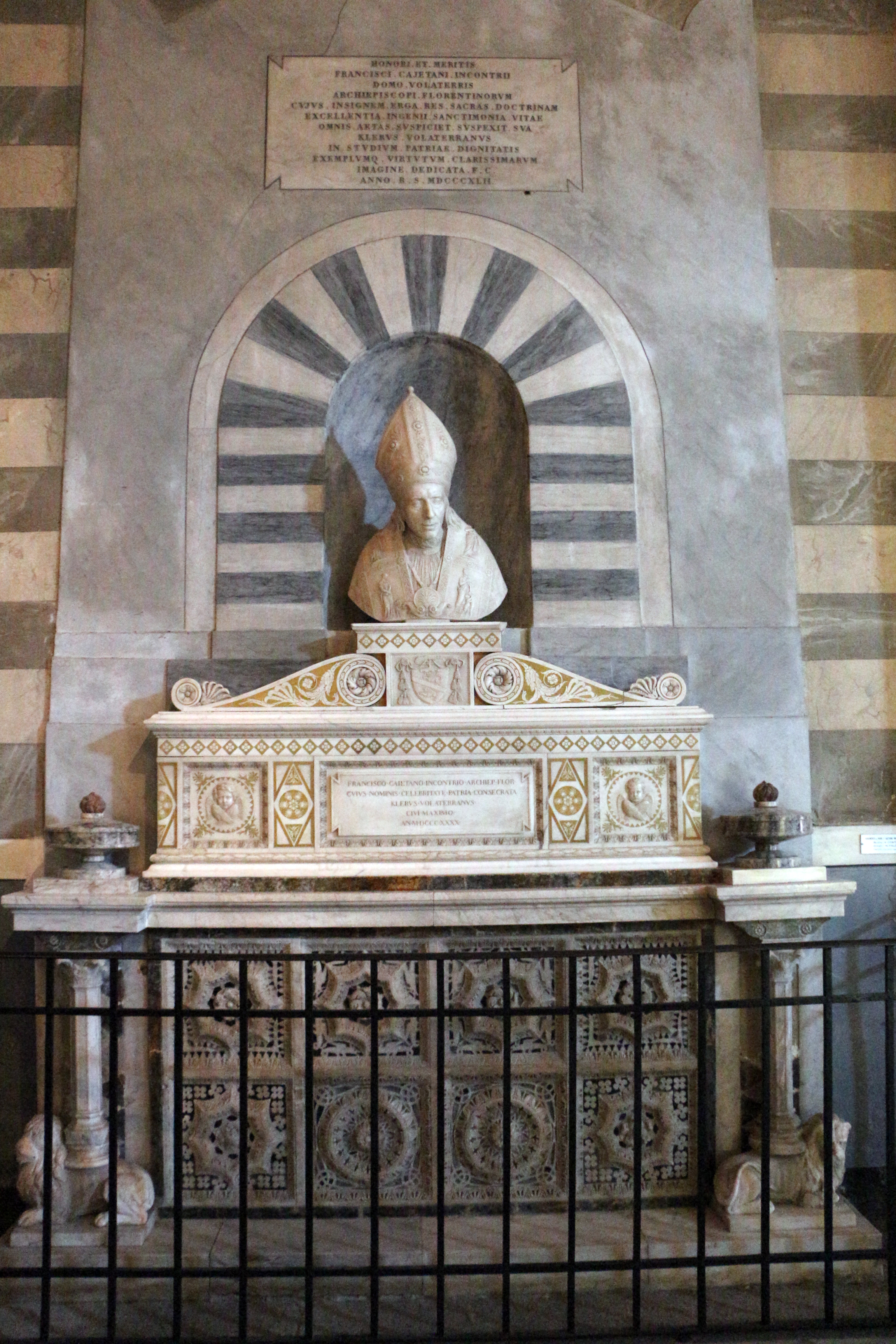
Grabmal von Erzbischof Incontri im Dom von Volterra, 1840

Incontri stammte aus einem alten Adelsgeschlecht aus Volterra, das seine Wurzeln bis ins 9. Jahrhundert zurückverfolgen konnte. Der Sohn des Patriziers Paolo Cosimo Incontri studierte wie viele Adelssöhne der Toskana ab 1722 an der Universität von Pisa, wobei er sich auf die Bereiche Mathematik und Moraltheologie spezialisierte. 1727 kehrte Incontri nach Volterra zurück und wurde Kanonikus an der dortigen Kathedrale. Am 18. September 1728 empfing er die Priesterweihe. Er wirkte in den folgenden Jahren als Koadjutor des Erzdiakons in Volterra und legte in seiner Arbeit Wert auf die Ausbildung des Klerus.
Papst Clemens XII. ernannte ihn am 5. Mai 1738 zum Bischof von Pescia. Die Bischofsweihe spendete ihm bereits sechs Tage später Kardinal Giovanni Antonio Guadagni. In Pescia blieb er nicht lange, denn 1741 schlug ihn der Großherzog der Toskana Franz II. als neuen Erzbischof von Florenz vor. Am 29. Mai dieses Jahres ernannte ihn Papst Benedikt XIV. schließlich zum Oberhirten in Florenz. Zwischen 1745 und 1771 veröffentlichte er mehrere Sammlungen an Hirtenbriefen, in denen er die Wirkung des Heiligen Karl Borromäus als Vorbild für die Amtsführung der Bischöfe betonte. Incontri kümmerte sich auch in der Führung des Erzbistums Florenz um Bildungsfragen, er richtete neue Lehrstühle an der Seminarschule ein und ergänzte die Bibliothek des Erzbistums um Schriften bedeutender Kirchenväter. Zu dem in seiner Amtszeit aufkommenden Jesuitenkonflikt ergriff er Position für den Orden und geriet in den frühen 1770er-Jahren in Konflikt mit dem Herrscherhaus der Toskana. Er schützte die Ordensangehörigen in seiner Diözese bis zur Aufhebung des Jesuitenordens, die Papst Clemens XIV. am 21. Juli 1773 mit dem Breve Dominus ac Redemptor anordnete.
In seinen letzten Amtsjahren öffnete sich Erzbischof Incontri vorsichtig dem Jansenismus. Verantwortlich dafür dürfte sein Generalvikar Scipione de’ Ricci gewesen sein, der 1786 als Bischof von Pistoia eine Synode einberief, die eine Reform der Kirche und auch des Papsttums formulierte. Nach längerem Zögern, auch um einen Konflikt mit Papst Pius VI. zu vermeiden, ließ sich Incontri von der Einführung eines neuen Katechismus im Erzbistum Florenz überzeugen. Dessen Veröffentlichung 1782 erlebte er nicht mehr, da er bereits im Vorjahr gestorben war.